# 安德烈娅·许布纳
安德烈娅·许布纳（德語：Andrea Hübner，1957年2月17日—），德国女子游泳运动员。她曾代表德国参加1973年世界游泳锦标赛，获得女子200米个人混合泳和4×100米自由泳接力金牌。